# کارل بوم
کارل بوم (آلمانی: Karl Böhm؛ زادهٔ ۲۸ اوت ۱۸۹۴ – درگذشتهٔ ۱۴ اوت ۱۹۸۱)، با نام کامل کارل آوگوست لئوپولد بوم (Karl August Leopold Böhm)، رهبر ارکستر اهل اتریش بود.
او در ابتدا به تحصیل در رشتهٔ حقوق پرداخت و در ادامه تحصیلِ موسیقی را دنبال کرد و به یکی از رهبران ارکستر برجستهٔ تاریخ موسیقی بدل شد. بوم، به واسطهٔ اجرای آثاری از ولفگانگ آمادئوس موتسارت، ریشارد واگنر، و ریشارد اشتراوس، از شهرت جهانی برخوردار شد. کارل بوم سابقهٔ همکاری بار ارکسترهای برجسته‌ای در سرتاسر دنیا از جمله مونیخ، دارمشتات، هامبورگ، وین، درسدن، سالزبورگ، میلان، نیویورک، لندن، و چند ارکستر را دارد.
او در طول زندگی هنری‌اش چندین جایزه و نشان افتخار دریافت کرد.